# قرار مجلس الأمن التابع للأمم المتحدة رقم 498
قرار مجلس الأمن التابع للأمم المتحدة رقم 498، المعتمد في 18 كانون الأول / ديسمبر 1981، بعد الإشارة إلى القرارات 425 (1978)، 426 (1978)، 427 (1978)، 434 (1978)، 444 (1979)، 450 (1979)، 459 (1979)، 467 (1980)، 474 (1980)، 483 (1980) و490 (1981)، بالنظر إلى تقرير الأمين العام عن قوة الأمم المتحدة المؤقتة في لبنان (يونيفيل)، أشار المجلس إلى استمرار الحاجة إلى القوة. بالنظر إلى الوضع بين إسرائيل ولبنان.
ومضى القرار لتمديد ولاية اليونيفيل حتى 19 يونيو 1982، مشيدا بالعمل الذي قامت به القوة في المنطقة. وجدد دعمه لجهود التنمية في لبنان وطلب مساعدة الحكومة اللبنانية.
تم اعتماد القرار 498 بأغلبية 13 صوتاً، بينما امتنعت ألمانيا الشرقية والاتحاد السوفيتي عن التصويت.